# 印第安雪橇

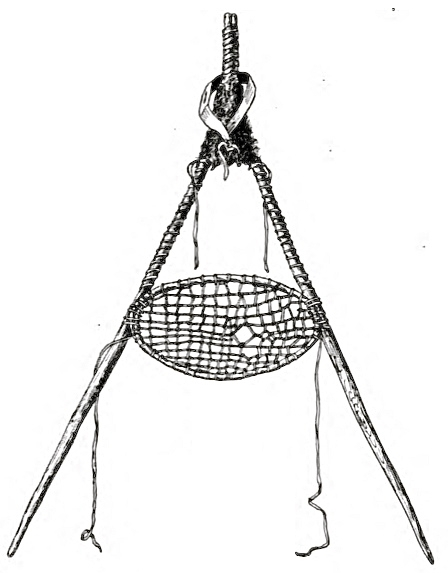
黑脚人使用的一种印第安雪橇

印第安雪橇（法語：Travois；英语同），或译作畜力雪橇、马拉雪橇、狗拉雪橇、旧式雪橇，是北美洲原住民曾使用的一种框架式载货工具，用于支撑货物，由外力牵引在地面上滑行。Travois是法语词汇，源于travail，意为劳动、工作。
印第安雪橇的基本结构是两根长杆，以一定倾角捆绑在一起，载物平台（通常是网状结构）挂在中间，组成A字结构；有时也会在两杆底部横架上第三根杆，组成一个等腰三角形结构；此外也有H字结构的搭法。雪橇由外力牵引，可以是人力或畜力。牵引的牲畜一般是犬类，16世纪马匹传入北美洲后也开始以马匹牵引。印第安雪橇虽然结构原始，但在北美洲的部分地形如林地、软土、雪地等，反而较车轮运输的方式可靠。法属北美毛皮贸易中的林地跑者也使用这种工具。原住民一般以此运输柴火和牛肉，最大载货量在20至30公斤之间。在炎热天气下，犬类由于不耐热，牵引速度会减慢。到18世纪中期，马匹牵引逐渐代替了犬类牵引。
也有证据证明在北美以外的其他地区，当地人在应用车轮之前也曾使用过类似结构的载货工具。